# Calligrapha incisa
Calligrapha incisa är en skalbaggsart som först beskrevs av Rogers 1856.  Calligrapha incisa ingår i släktet Calligrapha och familjen bladbaggar. Inga underarter finns listade i Catalogue of Life.